# Kinorhynchus rabaulensis
Kinorhynchus rabaulensis är en djurart som tillhör fylumet pansarmaskar och som beskrevs av Andrej V. Adrianov 1999.
Kinorhynchus rabaulensis ingår i släktet Kinorhynchus och familjen Pycnophyidae. Inga underarter finns listade i Catalogue of Life.